# Миленко Топич
Миленко Топич (6 березня 1969) — сербський баскетболіст.
Срібний призер Олімпійських Ігор 1996 року.
Чемпіон Європи 1997 року, бронзовий призер 1999 року.
Чемпіон світу 1998 року.